# Pulsellum beecheyi
Pulsellum beecheyi är en blötdjursart som beskrevs av Lamprell och Healy 1998. Pulsellum beecheyi ingår i släktet Pulsellum och familjen Pulsellidae. Inga underarter finns listade i Catalogue of Life.